# Guana Island

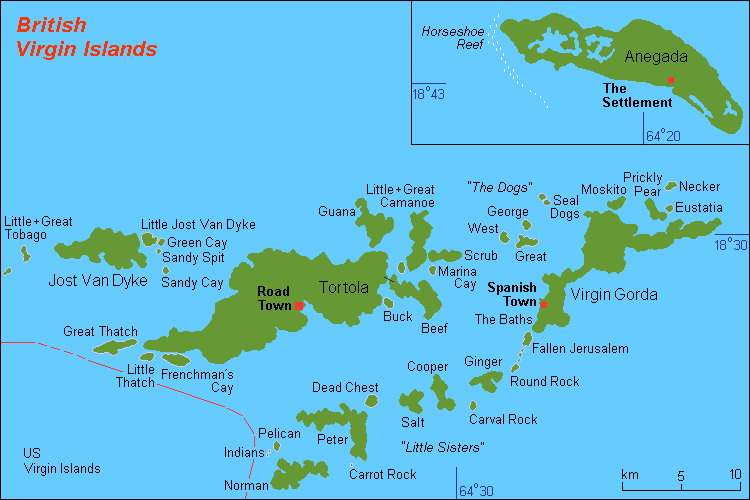
Brittiska Jungfruöarna

Guana Island (engelska Guana Island) är en ö i ögruppen Brittiska Jungfruöarna i Västindien som tillhör Storbritannien.

## Geografi
Guana Island ligger i Karibiska havet endast cirka 1 km norr om huvudön Tortola och ca 12 km nordöst om Norman Island på södra sidan av Tortola.
Ön är av vulkaniskt ursprung, har en areal om ca 3,4 km² och är den sjunde största ön i ögruppen. Det finns även korallev i de tre vikarna Muskmelon Bay, White Bay och North Bay. Den högsta höjden är The Pyramid på ca 242 m ö.h.
Den numera helt privatägda ön saknar bofast befolkning och är en turistanläggning (resort).
Ön kan endast nås med fartyg, färjan från Tortola tar ca 10 minuter.

## Historia
Guana Island upptäcktes 1493 av Christofer Columbus under sin andra resa till Nya världen.
Namnet lär härstamma från att öns kustlinje liknar en "Iguania" (leguan).
1672 införlivades ön i den brittiska kolonin Antigua.
Först i början av 1700-talet koloniserades ön och då av Kväkare som använde ön till plantager för sockerrör.
1773 blev ön tillsammans med övriga öar till det egna området Brittiska Jungfruöarna.
På 1930-talet öppnades en turistanläggning på ön av det amerikanska paret Louis och Beth Bigelow som köpte ön 1934.
1975 köptes ön av den tysk/amerikanske vetenskapsmannen och företagaren Dr Henry Jarecki och nu är hela ön privatägd. Jarecki äger även Norman Island.
Idag är turism öns enda inkomstkälla då den går att hyra och en rad kända personer har semestrat på ön.